# 親子婚
親子婚（おやここん）は、親子同士による結婚のこと。日本では、「親子婚」と書いて「おやこたわけ」と読む場合もある。「おやこたわけ」という言葉は、単なる「親子同士の結婚」という意味に加え、罪として忌み嫌われた親子間の性行為という意味で用いられる用語である。
多くの社会では許可されていないが、世界には伝統的に許容していた文化もある。山内昶曰く、母と息子の結婚はアメリカ州のインディオではカリブ族やティンネ族など、ジャワではカラング族、アフリカではムブティ族やバニョロ族で可能とされていた。同じく山内昶曰く、父と娘の結婚はビルマではカレン族、アフリカではアザンデ族、オセアニアにおいてはソロモン諸島やマーシャル諸島などで可能とされていた。また、山内昶は母と息子の結婚を許可する文化と父と娘の結婚を許可する文化の両方が存在した例として、セレベスのミナハサ族を挙げている。

## 歴史的状況
古代エジプトのファラオの中には父娘婚を行っている者もいたとされ、ファラオのラムセス2世はビントアナトとメリトアメンとネベトタウイの3人の娘を自身の妻としている。また、クレオパトラ3世は息子であるプトレマイオス10世と結婚したが、結局はその息子によって殺害されたという説もある。パルティアでも母ムサと国王である息子フラーテス5世が結婚したという話がある。
イスラームの聖典クルアーンにおいては、過去に行ってしまった例については追求しないとしているが、まず不埒な行為であるとして父親の妻と結婚することを数ある近親婚の中でも最初に禁婚の例に挙げ、それに続ける形で様々な親族関係の者との結婚を禁止し、その中には実母や実娘、妻の母や息子の妻や乳母や、性交渉を持った妻との関係における継娘との結婚が含まれている。
日本の現在の民法では親子婚を近親婚の制限により許可していないが、傍系親族の場合と違って親子は義理の関係でも結婚を不可としている。だが、かつて日本では父親の妻と結婚することが可能であった時代もあり、この婚姻形式を後母婚（こうぼこん）と呼ぶ。欠史八代時代で史実性には疑問もあるが、開化天皇と後母伊香色謎命の結婚を歴史書に載せていたりする。

## 現代における論争
1978年に、アメリカ合衆国のテネシー州において、息子の養子縁組で生き別れになっていた当時37歳の母親と当時20歳の息子が結婚した。母と息子であるという家族関係を隠して、6年間結婚生活を送っていたが、1984年になって裁判になった。なお、母親は4人目の夫と婚姻中であったため、息子との結婚は重婚にも当たる。原田武曰く、息子を他の女に奪われたくなかったという動機であり、弁護士はこの母親はかつても息子と別れる羽目になったため再び同じ思いをしたくなかったのだと主張したという。なお、両者に対する判決は執行猶予付判決で投獄は避けられた。
日本では、妻が夫の死後7年後に夫の連れ子である義理の息子と内縁関係になり、それから23年間まるで本当の夫婦のように暮らしてきた義理の母と息子の事例で、後母が義理の息子の死後に近親婚的内縁関係における遺族年金の支給を巡って訴訟を起こし争ったこともあるが、夫の息子との内縁関係では遺族年金の給付は認められないと1985年（昭和60年）に最高裁判所の判断が出されている。
2007年、インドの州の一つ西ベンガル州において自身の子を妊娠した当時15歳の娘との結婚を主張した当時36歳の父親がおり、ムスリムの父親はアッラーフのお告げがあったためと主張したが、この発言を信用しない周辺住民は娘が未成年者ということもあり犯罪ではないかと父親を非難した。なお、現地での発言力を持つイスラーム神学校ダルル・ウルーム・デオバンドは、この婚姻に対して婚姻の無効を宣告している。